# Alber Iderzo
Alberto Aleandro Uderco (ital. Alberto Aleandro Uderzo; 25. april 1927 — 24. mart 2020, Neij na Seni), poznatiji kao Alber Iderzo (fr. Albert Uderzo), bio je francuski strip crtač i scenarista. Najpoznatiji je po svom radu na stripu Asteriks, kao i po stripovima Umpah-Pah, koji je kao i Asteriksa radio u saradnji s Reneom Gosinijem (fr. René Goscinny), kao i stripu i Tangi i Laverdir koji je radio u saradnji sa Žan-Mišel Šarlijeom (fr. Jean-Michel Charlier).

## Biografija
Roditelji su mu bili Italijani. U detinjstvu je imao dve velike strasti: cirkus i automobile. Njegov stariji brat, inače automehaničar po zanimanju, često ga je vodio da gleda auto-trke u Remsu. O svom djetinjstvu Iderzo je govorio: 
| „Sanjao sam da budem ili automobilski as ili klovn. Neki psihoanalitičar verovatno bi prepoznao klovnovske sklonosti u likovima mojih junaka, s njihovim velikim nosevima ili izobličenim telima. Što se tiče automobila, morao sam se zadovoljiti da ih kupujem. Od prvih plata, kao crtač u listu "Frans–dimans", kupio sam jednu malu "simku". Bio je to jedini auto u mojoj ulici, sve komšije su dolazile da mu se dive.” |

Pošto su primetili da je talentovan, njegovi roditelji su ga poslali na časove crtanja. Međutim, na njima nije dugo ostao jer je nebo obojio u zeleno, travu u plavo itd. Srećom od tada mu se vid značajno popravio. Preduzeće "Alber-Rene", koje je osnovao posle Gosinijeve smrti, izraslo je u pravu malu imperiju.
Pored svih priznanja Iderzo je odlikovan i nacionalnim ordenom Legije časti. Ono što razlikuje njegov rad od rada ostalih crtača je fantastična scenografija, verno prenesena na papir. Panorame antičkih gradova su dovedene do savršenstva. Njegov opus se danas koristi kao literatura na fakultetima umjetnosti širom svijeta.

## Rad na Asteriksu
Nakon drugog svjetskog rata, kao mladi umjetnik Iderzo je putovao u potrazi za poslom ilustratora. Godine 1951. upoznaje scenaristu stripa Renea Gosinija i postaju dobri prijatelji. Sledeće godine odlučuju da započnu zajednički rad u novootvorenoj Pariskoj ispostavi Belgijske kompanije World Press.
Njihova prva kreacija bila je Umpah-pah, strip koji su 1958. uspješno plasirali u francusko-belgijski strip magazin Tintin. Sledeća, 1959. godina prijelomna je ze duo, jer postaju urednici francuskog strip magazina Pilote gde objavljuju svoj prvi strip o Asteriksu i Obeliksu (fr. Astérix, Obélix).
Asterix dobija seriju u Pilote, a 1961. izlazi prvi broj stripa "Asteriks galski junak" (фр. Astérix le gaulois) u formi samostalnog strip albuma. Nakon što je 1977. Gosini iznenada preminuo od srčanog udara ostavivši scenario za 24. epizodu "Asteriks među Belgijancima", Iderzo nastavlja da radi sam i scenario i crtež. Iako je tvrdio da se njegov humor ne može mjeriti sa Gosinijem, njegove epizode ne zaostaju za ranijim. Iz poštovanja prema pokojnom prijatelju i danas navodi njegovo ime kao ime scenariste u novim epizodama. Ipak usledili su sudski sporovi sa izdavačkom kućom Dargo, u kojima su Iderzo i naslednici Gosinija trijumfovali i preuzeli kontrolu nad izdavaštvom Asteriksa. Na kraju je i Iderzo prodao svoj udeo izdavačkoj kući Hašet (фр. Hachette Livre), što je naišlo na osudu Gosinijeve ćerke Silvije.